# فينس دانيلسن
فينس دانيّلسن هو لاعب كرة قدم كندية كندي، ولد في 26 نوفمبر 1971 في فانكوفر في كندا.